# 1989年朝鮮民主主義人民共和國地方選舉
朝鮮民主主義人民共和國第十四屆的地方選舉在1989年11月19日舉行，以選出全國29,535個道、城市、郡及邑的「人民代表」。最終，本屆的投票率為99.73%，參選人當選率達100%。

## 資料來源
1. ↑  East Gate Book (2003) North Korea Handbook: Yonhap News Agency Seoul, p126 ISBN 0765610043